# Bézu-le-Guéry
Bézu-le-Guéry är en kommun i departementet Aisne i regionen Hauts-de-France i norra Frankrike. Kommunen ligger  i kantonen Charly-sur-Marne som ligger i arrondissementet Château-Thierry. År 2022 hade Bézu-le-Guéry 250 invånare.

## Befolkningsutveckling
Antalet invånare i kommunen Bézu-le-Guéry
Referens: INSEE